# 파라코드

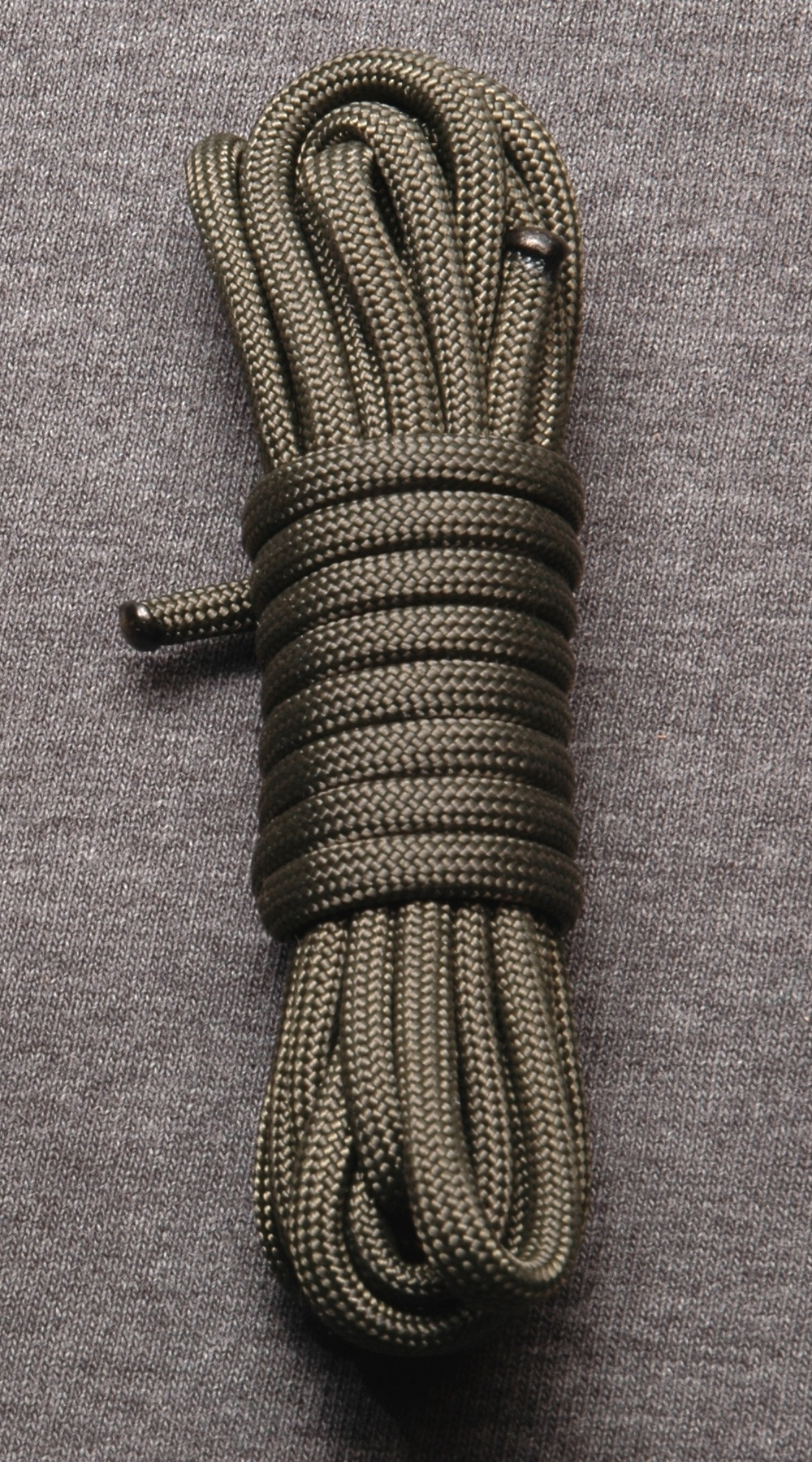
Parachute cord

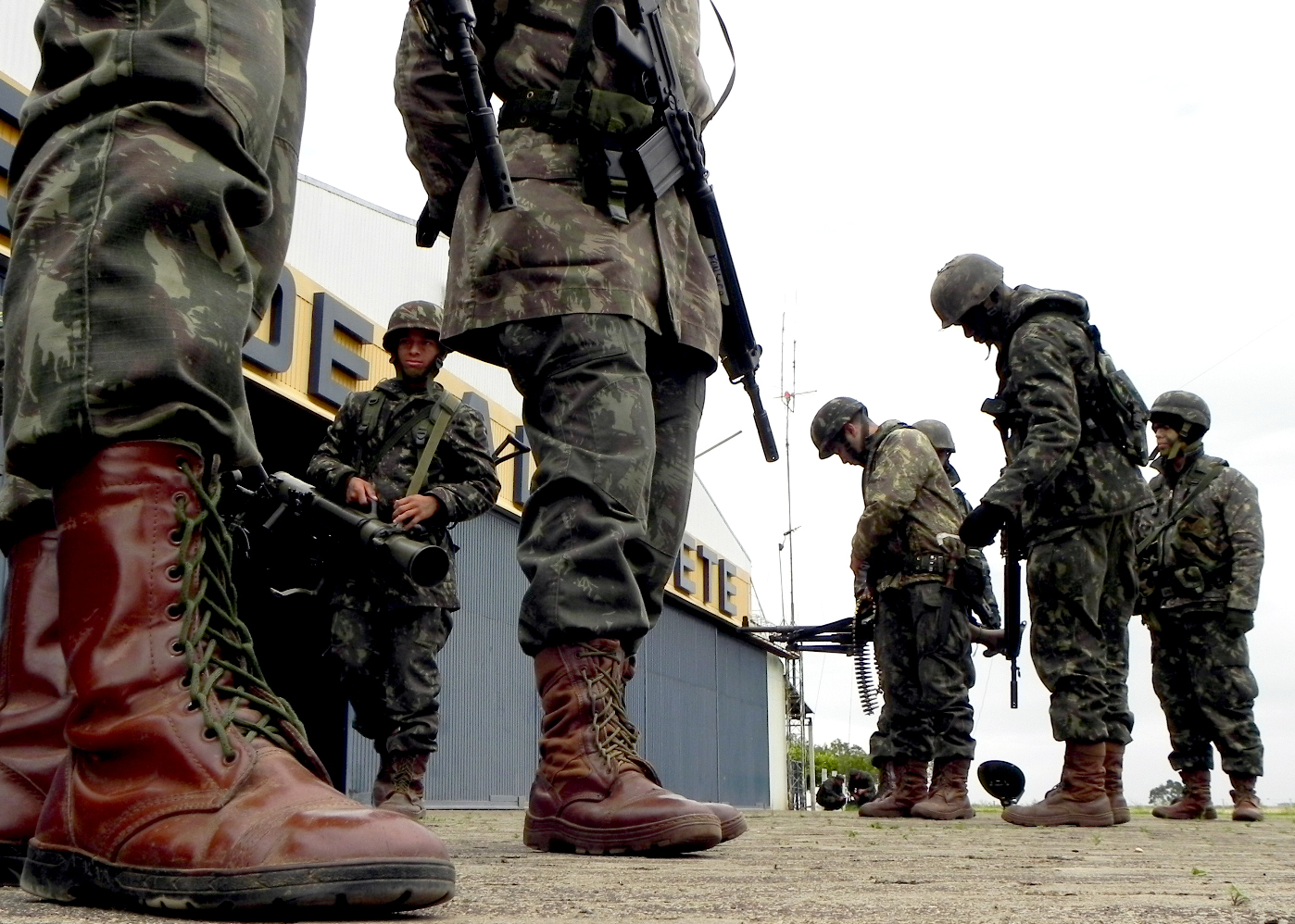
Cobwebbing

파라코드(영어: parachute cord, paracord)는 나일론으로 제작된 줄이다. 낙하산 줄로도 쓰며, 팔찌와 나이프 손잡이와 같은 물건도 만들 수 있다. 원래 이 줄은 공수부대에서 보급품 묶으라고 지급한 줄인데, 이게 다른 용도로도 좋다 보니 다용도로 사용하게 되었다. 이중 군용인 파라코드 550은 최대 인장 강도가 240kg에 달한다. 이 줄은 생존용으로도 사용이 가능한 제품이다. 다른 파라코드들은 80~150kg정도 버틴다.